# معهد بحوث البساتين (مصر)
معهد بحوث البساتين هو معهد بحثي علمي بمدينة الجيزة  أنشئ في عام 1971 ويتبع حالياً مركز البحوث الزراعية، ويتكون من 18 قسما بحثيا وأربعة معامل مركزية ووحدة ذات طابع خاص تتكون من ثلاثة عشر نشاطا، بالإضافة إلى ست حدائق نباتية موجودة في القاهرة وأسوان والإسكندرية، ويتم تنفيذ البحوث في ستة عشر محطة ومزرعة بحثية.
الاقسام العلمية:
قسم بحوث العنب، وقسم بحوث الفاكهة الاستوائية، وقسم بحوث الفاكهة المتساقطة، وقسم بحوث شبه المناطق الجافة والزيتون، وقسم تداول محاصيل الفاكهة، ، وقسم النباتات الطبية والعطرية، وقسم الأشجار الخشبية، وقسم بحوث الخضر ذاتية التلقيح ، وقسم بحوث القرعيات والخضرالخلطية وقسم بحوث تربية الفاكهة، وقسم بحوث الموالح، وقسم تربية نباتات الزينة وقسم تربية الفاكهة،  وقسم بحوث تكنولوجيا إنتاج البذور ، وقسم الزراعات المحمية، وقسم بحوث الفلورا، وقسم بحوث البطاطس و خضرية التكاثر، وقسم بحوث تداول الخضر

## رؤساء المعهد
- أ.د./ أحمد حلمي حسين.[1]

## أهداف المعهد
- زيادة الإنتاجية وخفض تكلفة الإنتاج وترشيد استخدام المياه والمحافظة على البيئة وتقليل الفاقد وزيادة وتطوير وتحسين جودة المحاصيل البستانية.
- التعاون مع الجامعات والمعاهد البحثية المحلية والعالمية لتنفيذ أهداف الخطة البحثية.
- تحسين وتطوير طرق الجمع والحصاد ومعاملات ما بعد الحصاد والارتقاء بجودة المنتج البستاني.
- إدخال وتقييم ونشر الأصناف البستانية الجديدة.
- إنتاج التقاوي والشتلات المعتمدة المطابقة للصنف عالية الجودة المقاومة للأمراض والآفات والملائمة للظروف البيئية المختلفة.
- إجراء البحوث التطبيقية لتحسين جودة وإنتاجية المحاصيل البستانية والتغلب على مشاكل الإنتاج.
- استنباط أصناف نباتية جديدة ملائمة للزراعة تحت ظروف مصر وتصلح للاستهلاك المحلي والتصدير وإنتاج أصناف وسلالات محلية جديدة تلائم ظروف الأراضي الجديدة ولها القدرة على تحمل الإجهاد البيئي والإصابات المرضية
- إدخال التقنيات الحديثة لإنتاج المحاصيل البستانية مثل زراعة الأنسجة، البيوتكنولوجي.
- استخدام أسلوب الزراعة العضوية وتطوير استخدام المركبات الحيوية والطبيعية للحد من استخدام الأسمدة والمبيدات والمركبات الكيميائية للمحافظة على البيئة وصحة الإنسان للوصول إلى منتج امن.
- استخدام الزراعة المحمية لإنتاج محاصيل الخضر والزينة في غير مواسمها التقليدية.
- تصنيف وتوصيف الفلورا المصرية.
- المحافظة على الأصول الوراثية للحاصلات البستانية.
- ربط نتائج البحوث بالإنتاج من خلال تبني برامج إرشادية وتدريبية في مجال البساتين.
- نقل التكنولوجيا المتطورة التي تناسب الظروف المصرية لزيادة إنتاجية المحاصيل البستانية وتحسين جودتها.
- النهوض بأزهار القطف ونباتات الزينة وطرز تنسيق الحدائق.
- انتخاب الأشجار الخشبية سريعة النمو ذات العائد الاقتصادي واستخدامها في حماية البيئة.

## الفروع

### محطة بحوث البساتين بالمنصورة
تقع المحطة بمدينة المنصورة في دلتا نهر النيل تتبع معهد بحوث البساتين وتضم معامل لتحاليل النبات والتربة وتضم كذلك مجموعة كبيرة من علماء الزراعة في تخصص نباتات البساتين (الخضر والفاكهة والزينة والطبية والعطرية) ويتبعها مزرعه بحثيه بمساحة 20 فدان بقرية البرامون، محافظة الدقهلية.